# Felisa Vidaurreta Miruri
Felisa Vidaurreta Miruri (Logroño, Rioja, 1890–Logroño, 20 de agosto de 1936) fue una profesora de Historia de la Escuela de Maestras de Logroño, en La Rioja, que fue fusilada durante la guerra civil del año 1936.En algunos documentos aparece su apellido como Vidorreta.

## Biografía
Nació en Logroño en 1890. Era hija de Joaquina Miruri y Remigio Vidorreta. Vivió soltera. Fue profesora de historia en la Escuela de Magisterio de Logroño en la década de los 30.Estuvo afiliada al sindicato UGT, así como al partido Izquierda Republicana.

Hay noticias de su trabajo en la Escuela Normal de Magisterio de Logroño desde 1934, ya que aparece citada en la Gaceta de Madrid (el BOE de la época) en estos términos:
"Este ministerio ha dispuesto que se dé la correspondiente corrida de escalas y, en su consecuencia, que doña Felisa Vidaurrera Miruri, Auxiliar de Pedagogía de la Escuela Normal de Magisterio primario de Logróño, pase a disfrutar del sueldo anual de 3.000 pesetas, y que doña (...), ambas con antigüedad de 23 de Enero de 1934, fecha inmediata posterior a la vacante que motiva la corrida." Firmado el 12 de Febrero de 1934 por PEDRO ARMASA, Señor Director general de Primera enseñanza. 
Fue detenida poco después del levantamiento militar de la Guerra Civil del 36; y el 20 de agosto, en los terrenos del cementerio de Logroño, fue asesinada. En el pelotón de ejecución había dos alumnos suyos.  En el libro Aquí nunca pasó nada, escrito por Jesús Vicente Aguirre, en la página 609, en un relato realizado por Pilar Diez Bazo, se menciona a Felisa Vidaurreta, junto con otras detenidas:
“¿Las noches?... eran horribles, los días también. Sentíamos los coches cuando llegaban, las cerraduras, las voces, más en el lado de los hombres. Pero cuando llegaban, y leían la lista. Estábamos aterrorizadas. Fulana de tal, ¡vístase! Era pasada la medianoche. Y las despedidas, horribles: “Toma esto, dáselo a tal, dile esto otro” asi entre gritos, sollozos, abrazos. Horrible. Vi sacar a Felisa Vidorreta, profesora de historia, a Luisa Marin, una señora mayor, socialista, cigarrera, una buena mujer. Todas la adorábamos. A Otilia Fernández, maestra, que dejaba una niña pequeña y nos gritaba… A Juanita Moreno y su amiga Segundita (Segunda Arpón) que eran comunistas. Juanita Moreno me dió una estrella de 5 puntas para que se la entregara a su madre. Cuando salí no pude hacerlo porque a aquella mujer también le habían matado un hijo, Domingo, y se habia vuelto loca. Estaba internada en alguna parte. Segundita cumplía ese dia 20 años y allí se quedaron los pasteles que le habían traído…"
En el sitio web de la organización memorialista La Barranca se recoge este testimonio de la muerte de Felisa:
El 20 de agosto, entre los 19 cadáveres se encontró el cuerpo de una mujer. Según los forenses, el secretario judicial escribió lo siguiente:
"...el cadáver de una mujer de unos 50 años, sin documentación, y según Cruz Roja, pertenece a una mujer de Logroño llamada Felisa Vidaurreta."»

Parece que Felisa Vidaurreta era conocida por todos los logroñenses: los andarios, incluso los forenses. No tenian ninguna duda. No necesitaron más detalles. La mañana avanza y tienen 18 cadáveres más por registrar.

## Reconocimientos
A finales de febrero de 2023, Logroño, intentando saldar su deuda con la memoria histórica, rindió homenaje a casi 400 personas fusiladas en la represión de 1936, entre ellas, Felisa Vidaurreta Miruri.